# Trực giác nhận biết đồng tính
Gaydar (hay trực giác nhận biết đồng tính) là một từ kết hợp bởi từ gay (đồng tính) và radar (ra-đa) dùng để chỉ trực giác của một người để nhận biết thiên hướng tình dục của ai đó là đồng tính, song tính hay dị tính luyến ái. Gaydar không dựa vào lời nói mà dựa vào trực giác hoặc cử chỉ, phong cách của đối tượng. Đó có thể là một cử chỉ cố tình hoặc phong cách đi ngược với cách thể hiện thông thường của giới tính của đối tượng, công việc của đối tượng hoặc thói quen chải chuốt.
Chương trình truyền hình ABC News' 20/20 từng cho rằng trực giác nhận biết đồng tính là có thật, nhưng người đồng tính và những người thường để ý người khác là đồng tính hay không, có trực giác này tốt hơn.

## Nghiên cứu
Một nghiên cứu của Trung tâm cảm giác hóa học Philadelphia Monell (Philadelphia Monell Chemical Senses Center) trong tạp chí Khoa học tâm lý (Psychological Science) cho thấy "người đồng tính nam có trực giác nhận biết người đồng tính nam khác đặc biệt tốt".
Trong nghiên cứu của Nalini Ambady ở Harvard, công bố năm 1999, cho thấy người đồng tính nhận dạng thiên hướng tình dục của một người trong các đoạn phim không có tiếng hoặc trong các bức ảnh tốt hơn người dị tính.
Một bài báo tháng 2 năm 2009 trên tờ Khoa học Mỹ (Scientific American) cho thấy người đồng tính nam nhận dạng dựa trên đặc điểm khuôn mặt.